# Колчан (сборник стихотворений Гумилёва)
«Колчан» — поэтический сборник Николая Степановича Гумилёва, выпущенный петроградским издательством «Гиперборей» в 1916 году. Посвящён Татьяне Викторовне Адамович (в замужестве Высоцкой) (1891—1970) — сестре поэта Г. В. Адамовича.

## Наступление зрелого периода творчества. Новые мотивы
По мнению многих исследователей поэтических традиций Серебряного века, «Колчан» считается первым сборником, знаменующим наступление зрелого периода творчества Гумилёва. Одним из ключевых мотивов, отразившихся в ряде стихотворений, вошедших в этот сборник, являются мотивы обретения веры, христианского милосердия, сострадания, спасения души, неприятия войны и насилия. Если раньше лирический герой Гумилёва глубоко переживал трагическое ощущение своей неспособности усовершенствовать действительность, то в новом сборнике он видит «свет на горе Фаворе». Именно в «Колчане» герой после длительных странствий, мучительных скитаний и поисков, казавшихся бесконечными, наконец, обретает Истину.

## Сакральные реалии
В большом числе поэтических текстов, включённых в сборник, отражаются значимые концепты христианского мироздания, отсылающие к сакральной семантике, например, Падуанский собор: «Да, этот храм и дивен, и печален, Он — искушенье, радость и гроза …». Ряд стихотворных произведений посвящён храмовой символике и эмблематике, например, Собор Святого Марка в стихотворении «Венеция» («А на высотах собора, Где от мозаики блеск, Чу, голубиного хора Вздох, воркованье и плеск»), собор Святого Петра в Риме (из стихотворения «Рим»), а также русские православные реалии, например, икона Святого Николая Чудотворца в стихотворении «Старые усадьбы». Это обращение к сакральным символам, к элементам храмовой культуры в большой степени сближает поэзию Гумилёва этого периода с мировосприятием Блока 1905—1906 годов. Также в числе символических доминант «Колчана» можно назвать актуализацию библейских сюжетов и агиографических преданий. Мотив обретения христианства в душе и разуме связан с личным творческим взрослением Гумилёва, который в условиях жестокости разгоревшейся войны и обретения трагического жизненного опыта переосмысляет свой жизненный путь, как бы прощаясь с эпохой беззаботного «конквистадора» и беспокойного, наивного искателя фантастических миров (сборники «Путь конквистадоров» 1905 года и «Романтические цветы» 1907 года). Также он порывает связи с периодом активного поиска собственной страны мечты, угадывания сокровенных ценностей, скрытых от непосвящённых посторонних глаз («Жемчуга» 1910 года). В «Колчане» Н. С. Гумилёв обращается к источнику Вечной Мудрости подобно тому, как некогда Александр Александрович Блок посвящал свою поэзию Софии, «Божественной премудрости», «Мировой душе».

## Тема просвещённости и озарения
Важной характеристикой «Колчана» является соблюдение принципа структурно-стилистического и жанрово-тематического единства стихотворений. Все мысли и чувства лирического героя пронизаны ощущением «солнца духа», нравственной просвещённости, глубокого духовного озарения, радости от обретения пути к спасению души. Много места в сборнике занимает военная тема, которая связана с ощущением чудотворного преображения человека, когда он, выполняя божью волю, реализует себя в контексте истории и выполняет своё предназначение. Основными мотивами военных стихотворений Гумилёва являются стремление к самопожертвованию, потребность в обретении небесной и земной славы, личные доблесть и мужество, неприятие ужасов военной действительности.

## Семантика названия сборника
Ключом для понимания характера лирического героя сборника является семантическое наполнение названия. Колчан может выступать в качестве атрибута воина, а в древнегреческих мифологических представлениях колчан с золотыми стрелами принадлежал Аполлону — богу искусств и покровителю муз. Название могло быть связано с акмеистическим мировоззрением Гумилёва, который, будучи идеологом нового художественного направления Серебряного века, признавался в пристрастии к аполлоническому направлению в искусстве. Также в названии сборника отчётливо выражаются ассоциации с ветхозаветными смыслами, в частности, с Книгой Исайи, в которой весьма распространён образ колчана и стрел: "Уподобил мой язык заостренному мечу, в тени Своей руки меня укрыл; сделал меня отточенной стрелой, в Своем колчане меня хранил; сказал мне: «ты слуга Мой, Израиль, в тебе явится слава Моя (Ис. 49:2-3)». В равной степени античная и ветхозаветная интерпретации образа формируют единую смысловую доминанту, заявленную в названии, и указывают на такие сущности героя, как инок-воин, поэт-пророк (ср. «Пророк» А. С. Пушкина (1826), обретающий высшую истину и стремящийся донести её до других.

## «Пятистопные ямбы»
Сборник начинается со стихотворения «Памяти Анненского», которое посвящено яркому лирику, литературному исследователю и критику Иннокентию Фёдоровичу Анненскому (директору Царскосельской гимназии, в которой учился Н. С. Гумилёв), который являлся учителем и наставником юного поэта. Тем не менее, к ключевым стихотворением сборника чаще всего относят «Пятистопные ямбы», которое концентрирует в себе основные смыслы и выражает главную идею. Это стихотворение, которое носит исповедальный характер, посвящено переводчику, поэту Михаилу Лозинскому, соратнику Гумилёва по «Цеху поэтов». В «Пятистопных ямбах» автор словно подводит итог всей предыдущей традиции поэтического осмысления мира и указывает на зарождение будущей концепции его художественного творчества. Лирический герой стихотворения переживает жестокую драму: он теряет возлюбленную, разочаровывается в окружающем мире и ощущает бесцельность прожитых лет, но вдруг вдали возникает новый зов, и он «бежит туда, куда бежали люди», без раздумий отправляясь на войну. Вверяя себя высшей силе, чувствуя призвание от Бога, он ощущает себя защитником вечных ценностей, что даёт ему возможность вновь обрести внутреннюю духовную гармонию.

## Образ Пресвятой Богородицы
Важным образом в стихотворениях, составляющих сборник «Колчан», является образ Пресвятой Богородицы, присутствие которой лирический герой часто ощущает, угадывает в своём окружении. Она — символ последней надежды, всепрощающая и облагораживающая; часто именно ей из глубины души возносит отчаянную молитву герой: «Честнейшую честнейших херувим, Славнейшую славнейших серафим, Земных надежд небесное Свершенье».

## Обращение к христианству
Сборник «Колчан» отражает совершенно новое христианское миропонимание автора, пришедшее на смену языческому свободолюбию и «конквистадорскому» искательству. В числе глубоко осмысленных мотивов, отсылающих к христианскому началу, отмечаются нравственное мужество, вера в справедливость божьей воли, духовная жертвенность, ощущение пантеистической гармонии. Также одной из важнейших доминант является переосмысление роли войны как мирового пожара истории, в которой причудливым образом переплавляется прошлое и зарождается новая жизнь.